# Peperomia drusophila
Peperomia drusophila är en pepparväxtart som beskrevs av C. Dc.. Peperomia drusophila ingår i släktet peperomior, och familjen pepparväxter. Inga underarter finns listade i Catalogue of Life.